# Osvaldo de León
Osvaldo de León (6 de mayo de 1984, Brownsville, Texas, Estados Unidos) es un actor estadounidense. Debutó en televisión en 2007 en la telenovela mexicana Palabra de mujer, y de allí siguieron otras producciones de Televisa como Una familia con suerte, Mentir para vivir, Lo que la vida me robó o La malquerida, hasta que en 2017 obtuvo su primer protagónico en la telenovela Sin tu mirada.

## Primeros años
José Osvaldo de León nació en Brownsville (Texas) y creció en Matamoros, Tamaulipas  Luego de abandonar los estudios de medicina que hacía en San Antonio, Texas comienza su carrera de actuación en México. Profesionalmente, ha participado en teatro en obras como All Witness, Escenas de amor Shakespeare, Our Town por Thorton Wilder, A Midnights Dream Summers y Othelo en la que interpretó a Casio y La tempestad junto a actores como Ignacio López Tarso.

## Carrera

### 2005-2012: Inicios artísticos
Su primera aparición en televisión fue en 2005, en la telenovela de TV Azteca Top Models, ambientada en un programa de concursos y en donde interpretó al personaje de Emiliano. Luego de su paso por Azteca, en 2007 firma contrato de exclusividad con la cadena de televisión mexicana Televisa, y en ese mismo año es elegido para participar en la telenovela producida por José Alberto Castro Palabra de mujer junto a Edith González, Yadhira Carrillo, Ludwika Paleta y Lidia Ávila. En la telenovela interpretó al personaje de Ariel Castellanos, y por esta actuación fue nominado en los Premios TVyNovelas en la categoría de «Mejor revelación masculina» en 2009. En ese mismo año apareció en la telenovela Juro que te amo, producida por Mapat L. de Zatarain, en donde compartió créditos con José Ron y Patricia Navidad. En 2010 el actor obtiene su primer papel coprotagónico en la telenovela juvenil Niña de mi corazón, producida por Pedro Damián, y donde compartió créditos junto a Erick Elías y Paulina Goto. En 2011 regresa nuevamente a las telenovelas, en la telenovela de Juan Osorio Una familia con suerte protagonizada por Arath de la Torre y Mayrín Villanueva, ganando en los Premios TVyNovelas como «Mejor actor juvenil».
En 2012 comienza su carrera en el cine, en la película Hidden Moon (Luna escondida), donde compartió créditos con los actores Wes Bentley y la actriz de origen mexicano Ana Serradilla. La película se rodó en localidades como Beverly Hills, Los Ángeles y, en México, Guanajuato y Veracruz.

### 2013 - 2016: Consolidación como actor
Tras un año fuera de las telenovelas, en 2013 regresa a la televisión con Mentir para vivir producida por Rosy Ocampo y donde compartió créditos nuevamente con Mayrín Villanueva y el actor David Zepeda, interpretando al personaje de Leonardo un pintor romántico. En ese mismo año es elegido por Chris Hool para protagonizar la película Guía de turistas, la que más tarde es renombrada a Cambio de ruta. La película se rodó en la Riviera Maya, Quintana Roo y fue filmada en 75 locaciones. El actor comparte créditos con Eric del Castillo y Sandra Echeverría. La película logró recaudar cerca de 10 millones de pesos en carteleras de cine. y más tarde, hace una participación especial en la telenovela de Angelli Nesma Lo que la vida me robó adaptación y versión de las telenovelas Amor real y Bodas de odio en la cual compartió créditos con Angelique Boyer y Sebastián Rulli.
A finales de 2013 el actor es elegido nuevamente por el productor José Alberto Castro para darle vida al personaje de Germán, en la telenovela La malquerida basada en la obra de teatro homónima de Jacinto Benavente. Al principio de la confirmación de la telenovela, el único confirmado como protagonista de la telenovela era él y más tarde su ex Cecilia Suárez, pero después fueron elegidos como protagonistas Christian Meier y Victoria Ruffo. La telenovela está basada en la historia de una joven la cual pierde a su padre y encuentra en su padrastro algo más que odio y desconfianza. El actor interpreta a Gérman, un pintor frustrado por culpa de su padre. En donde comparte créditos con África Zavala, Alberto Estrella, Nora Salinas, Brandon Peniche y Guillermo García Cantú. 
En 2014 regresa al cine con su tercera película Ulises y los diez mil Bigotes la cual está escrita por Manuel Carames bajo la dirección de Jorge A. Estrada. La película trata sobre un niño que sufre bullying en su escuela. Y comparte créditos con los actores Eduardo España, Juan Carlos Colombo, Rafael Inclán y Darío Ripoll. En 2015 da vida al villano Daniel en la telenovela Lo imperdonable de Salvador Mejía, y en 2016 es Erasmo en la producción de Juan Osorio Sueño de amor.

### 2017 - presente: Debut protagónico
En agosto de 2017 se anuncia que protagonizará junto a Claudia Martín la telenovela Sin tu mirada, producida por Ignacio Sada Madero, se trata de una versión modernizada de Esmeralda. En su primer protagónico, Osvaldo será Luis Alberto, un joven que se enamorará de Marina, una chica ciega.

## Vida personal
Tiene un hijo llamado Teo de León Suárez nacido en abril de 2010 en México, resultado de su relación con la también actriz Cecilia Suárez. Desde 2015 su pareja es la actriz Victoria Camacho, con quien ha tenido dos gemelas, Azul y Olivia, nacidas en septiembre de 2016. 
Es un activista social, desde abril de 2014 forma parte de la «Fundación Carità».

## Filmografía

### Televisión
| Año       | Título                    | Personaje                                                  |
| --------- | ------------------------- | ---------------------------------------------------------- |
| 2005      | Top models                | Emiliano                                                   |
| 2007-2008 | Palabra de mujer          | Ariel Castellanos                                          |
| 2008-2009 | Juro que te amo           | Rodrigo Charolet                                           |
| 2010      | Niña de mi corazón        | Juan Vicente                                               |
| 2011      | Una familia con suerte    | Tomás Campos                                               |
| 2013      | Mentir para vivir         | Leonardo Olvera de la Garza                                |
| 2013      | Lo que la vida me robó    | Sebastián de Icaza                                         |
| 2014      | La malquerida             | Germán Palacios Salmerón / Germán Vivanco Salmerón         |
| 2015      | Lo imperdonable           | Daniel Fernández                                           |
| 2016      | Sueño de amor             | Erasmo Gallo Pérez                                         |
| 2017-2018 | Sin tu mirada             | Alberto Ocaranza Arzuaga / Luis Alberto González Hernández |
| 2019      | Cuna de lobos             | Luis Guzmán                                                |
| 2019-2020 | Médicos, línea de vida    | Sergio Ávila                                               |
| 2021      | Diseñando tu amor         | Héctor Casanova Morales                                    |
| 2021      | 100 días para enamorarnos | Sebastian del Valle                                        |
| 2022      | Bocetos                   |                                                            |
| 2023      | Perdona nuestros pecados  | Gerardo Montero                                            |
| 2023-2024 | Minas de pasión           | Leonardo Santamaría Castro                                 |
| 2024      | Ahora que no estás        | Dante                                                      |
| 2025      | Cautiva por amor          | Santiago                                                   |
| 2025      | Velvet: el nuevo imperio  | Mateo Andrade                                              |

### Cine
| Año  | Película                      | Personaje    |
| ---- | ----------------------------- | ------------ |
| 2012 | Hidden Moon / Luna Escondida  | Tobías       |
| 2014 | Cambio de Ruta                | Cristóbal    |
| 2014 | Ulises y los diez mil Bigotes | Narciso      |
| 2018 | Sincopa gran Debut            | Olaf         |
| 2020 | Tramposos con suerte          | Rafa         |
| 2021 | Rumba love                    | Celso        |
| 2023 | Línea de tiempo               | Joaquin Lara |
| 2023 | Sincopa                       | Olaf         |
| 2024 | Amor a fuego lento            |              |

## Premios y nominaciones
| Año  | Premiación         | Categoría                       | Trabajos nominados     | Resultado |
| ---- | ------------------ | ------------------------------- | ---------------------- | --------- |
| 2009 | Premios TVyNovelas | Mejor revelación masculina      | Palabra de mujer       | Nominado  |
| 2010 | Premios APT        | Mejor actor coestelar de teatro | Othelo                 | Ganador   |
| 2012 | Premios TVyNovelas | Mejor actor juvenil             | Una familia con suerte | Ganador   |
| 2013 | Diosas de Plata    | Mejor revelación masculina      | Luna escondida         | Nominado  |
| 2013 | Premios Bravo      | Mejor actor del año             | Luna escondida         | Ganador   |